# Mycoplasma bovirhinis
Mycoplasma bovirhinis è una specie di batterio appartenente alla famiglia delle Mycoplasmataceae.